# Чентурионе I Дзаккариа

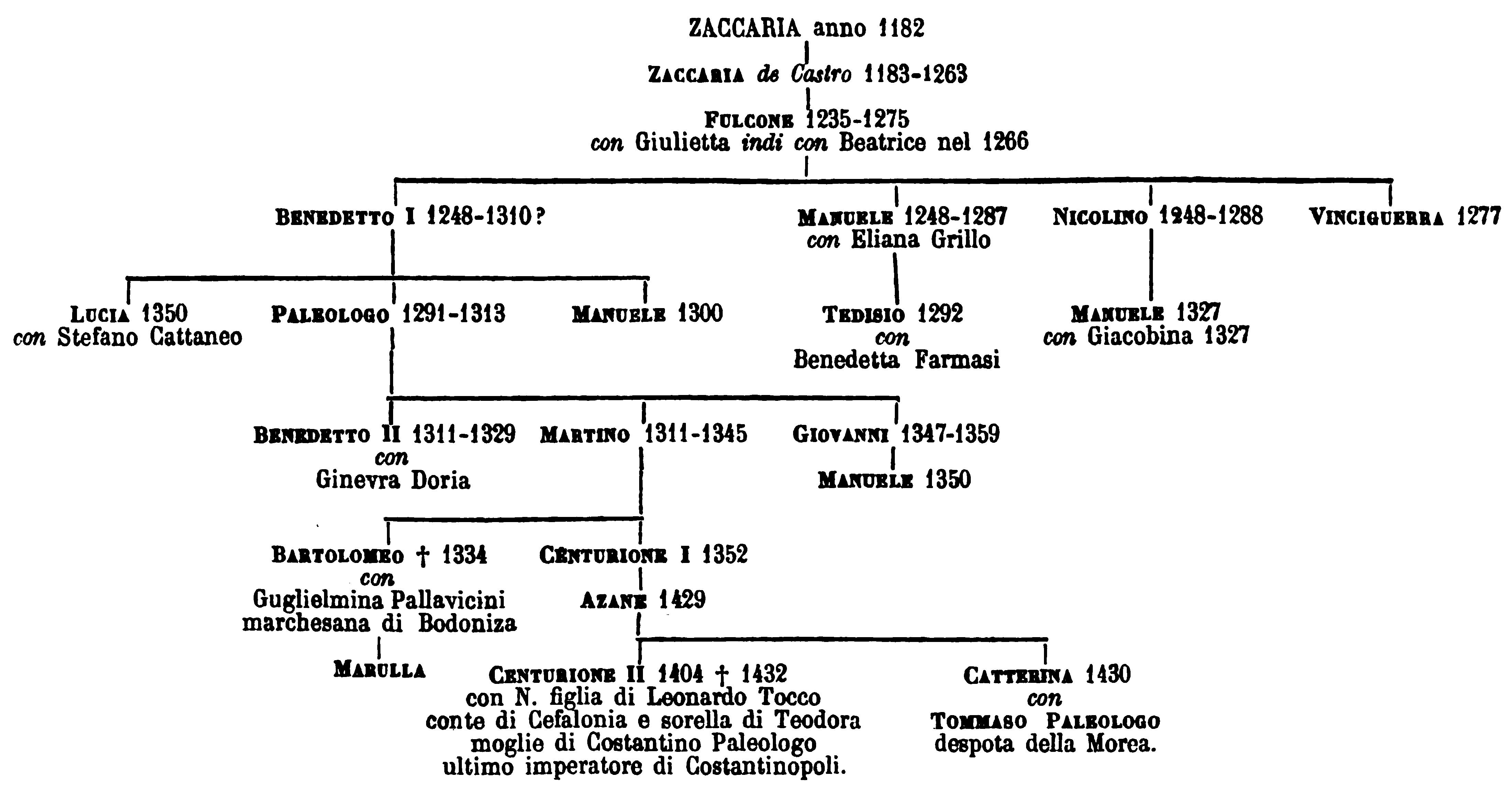

Чентурионе I Дзаккария (Centurione I Zaccaria) (1336—1376 или 1334—1382) — барон Дамалы, Халандрицы и Эстамиры, сеньор Велигости, бальи (губернатор) княжества Ахайя.

## Биография
Сын Мартино Дзаккария, младший брат Бартоломео Дзаккариа.
После смерти отца (погиб в Смирне 17 января 1345) унаследовал Дамалу и половину баронии Халандрица, в 1359 г. приобрёл и другую половину.
В 1365/66 Филипп II Тарентский назначил его бальи (губернатором) княжества Ахайя. Позже дважды занимал этот пост.
Около 1370 года получил должность великого коннетабля Ахайи и в придачу — баронию Эстамира.
Имя жены не выяснено, известно, что она была из рода Асеней. Дети:
- Андроник Асень Дзаккария, барон Халандрицы и Аркадии, отец Чентурионе II Дзаккариа, князя Ахеи (1404—1432).
- Мартино — о нём известно только то, что он участвовал в битве при Гардики (1375).
- Мария II Дзаккария, жена Педро де Сан Суперано, князя Ахайи (1396—1402), регент Ахайи (1402—1404).